# Adam Dzięciołowski
Adam Dzięciołowski (ur. 3 grudnia 1924 w Bydgoszczy, zm. 19 grudnia 1991 w Zabrzu) – polski szachista.
Karierę szachową rozpoczął w AZS Gliwice zdobywając z tym zespołem dwukrotnie tytuł Drużynowego Mistrza Polski (1949 i 1955) oraz Puchar Sześcioletni. Od roku 1960 reprezentował barwy katowickiego "START-U". W latach 1949–1975 sześciokrotnie wystąpił w finałach mistrzostw Polski. Największy sukces odniósł w roku 1956, zdobywając w Częstochowie tytuł wicemistrza kraju. Oprócz tego, w roku 1949 zajął w finałowym turnieju IV, zaś w 1975 - VIII miejsce (wśród 67 zawodników, turniej rozegrano systemem szwajcarskim). Był jednym z pierwszych trenerów Krystyny Radzikowskiej oraz m.in. jej sekundantem podczas turnieju pretendentek w Ochrydzie w roku 1971.